# 結城貢
結城 貢（ゆうき すすむ、1940年〈昭和15年〉8月6日 - 2022年〈令和4年〉4月24日）は、日本の料理研究家。愛称は「結城先生」。

## 人物
旧満州旅順（現在の中華人民共和国遼寧省大連市旅順口区）に生まれ、香川県の善通寺市で育った。香川県立善通寺第一高等学校、日本大学経済学部卒業後、野村證券入社。3年間サラリーマン生活を送った後、料理の道へ進んだ。ロシア料理店で修業後、原宿に会員制割烹料理「結城」を開店、フジテレビのプロデューサーが多く通っていた縁で同局の番組に出演するようになる。
1980年代にオールナイトフジの「結城先生の真夜中のお料理教室」や料理番組『夕食ばんざい』に出演した。独特のダミ声と頑固親父のキャラクターで人気を博し、フジテレビの女子アナウンサーや女性アイドルなど多くが結城の洗礼を受けている。しかしその反面礼儀正しい男性アイドルには優しく、下積み時代の保阪尚希を大絶賛していた。結城は「料理は愛情!」というキャッチフレーズを持っており、独特のダミ声は主にフジテレビのバラエティ番組にて多数のお笑いタレントにネタにされていた。笑福亭鶴瓶（笑っていいとも!）、タモリ（笑っていいとも!）、とんねるずの石橋貴明（とんねるずのみなさんのおかげでした）、ナインティナインの岡村隆史（めちゃめちゃイケてるッ!）、極楽とんぼの加藤浩次（めちゃめちゃイケてるッ!）、小堺一機（ライオンのごきげんよう）、当時SMAPの中居正広と草彅剛と香取慎吾（SMAP×SMAP）など。
『夕食ばんざい』の終了以降は一部のテレビ番組へのゲスト出演を除き、メディア出演を控えていた。妻は元女優の泉じゅんで、妹夫婦は善通寺市内で喫茶店を経営している。
出演していた番組では、試食の際は猫舌で熱い料理を食べるのが苦手であり、納豆やニンニク・唐辛子などを用いた料理が苦手であった。
2022年6月20日、直腸がんのため東京都江東区の病院で4月24日に死去していたことが報じられた。81歳没。

## 著作
- 『料理は真心、思いやり : 結城貢の味指南』竹書房〈Take books〉、1985年11月25日。ISBN 488475011X。NDLJP:12104920。
- 『辛口料理にゃ訳がある—美味(うま)いも不味(まず)いも人間次第』廣済堂出版、1988年6月。ISBN 4331502511。
- 『賢い女性 うまいものずぼらクッキング—みんな驚く「合わせ方」の極意』青春出版社、1987年10月。ISBN 4413014529。
- 『結城貢の料理は愛情だ』学研、1993年4月。ISBN 4054000746。

## テレビ
- 夕食ばんざい（フジテレビ系）

※『ザ・ビッグチャンス!』→『ジョーダンじゃない!』→『どうーなってるの?!』の番組内で放送。
- ライオンのいただきます・ライオンのいただきますⅡ（フジテレビ系）
- 笑っていいとも!（フジテレビ系）
- 三枝成章の気まぐれ（「結城貢のタノモー!!」コーナーレギュラー、日本テレビ系）
- ドリーム・プレス社（TBS系）
- イシバシ・レシピ（TBS系）
- オールナイトフジ（フジテレビ系）

他多数

## ドラマ
- TVオバケてれもんじゃ 第6話「恐怖の音声多重総天然色カラーボーイ」（フジテレビ系） - 本人 役
- 恋はハイホー!「その3」（日本テレビ系）
- びいどろで候〜長崎屋夢日記（NHK） - ぷり助 役

## ラジオ
- 和田アキ子・結城貢の言いすぎたらごめん（文化放送）

## CM
- 放送広告の日（1988年度、日本民間放送連盟、共演：渡部絵美）
- 日清食品・『焼きそば屋さん』（1989年）

## レコード
- 小言（1985年。オールナイターズ「女子大生にまかせなさい!!」のc/w）